# 利马纳
利马纳（義大利語：Limana），是意大利威尼托大区贝卢诺省的一个市镇。总面积39平方公里，人口4983人，人口密度127.8人/平方公里（2009年）。国家统计（ISTAT）代码为025029。

## 友好城市
- 法國隆吉永
- 德国施米茨豪森
- 盧森堡瓦尔弗当日